# Anselm Cybinski
Anselm Cybinski (* 1967 in Freiburg im Breisgau) ist ein deutscher Violinist, Kulturjournalist, Musikmanager und ehemaliger Intendant der Niedersächsischen Musiktage.
Er zeichnet für die Gesamtdramaturgie des Heidelberger Frühlings verantwortlich.

## Leben
Anselm Cybinski studierte in Köln und in London das Spiel der Violine und arbeitete anschließend zunächst als Orchestermusiker. So spielte er sieben Jahre als Mitglied im Osnabrücker Symphonieorchester. Zeitweilig parallel dazu arbeitete er freischaffend als Journalist im Bereich Kultur.
Von 2005 bis 2010 war Cybinski in der Öffentlichkeitsarbeit bei ECM Records tätig, bevor er sich als Executive Producer bei Sony Classical International für Igor Levit, Nikolaus Harnoncourt und Christian Gerhaher engagierte.
2014 übernahm Cybinski die Aufgaben des stellvertretenden Geschäftsführers des Münchener Kammerorchesters (MKO).
Zur Saison 2019 übernahm Anselm Cybinski die Leitung der Niedersächsischen Musiktage.